# Philip Henslowe
Philip Henslowe (1550, Lindfield, Sussex, Anglaterra - 6 de gener de 1616) fou un empresari anglès de teatre isabelí. La seva reputació actual rau en la supervivència del seu Diari, que és una font important d'informació sobre el món del teatre del Londres renaixentista.

## Biografia
En la dècada del 1570 va traslladar-se a Londres. Es casà amb l'Agnes, una vídua, i des del 1577 va viure a Southwark. Potser fou l'herència de la dona allò que li va permetre començar els negocis, però no n'hi ha proves. Tingué molt d'èxit als negocis i va morir envoltat del món teatral el 1616.
Fou representat per Geoffrey Rush a la pel·lícula Shakespeare in Love, com un empresari nerviós.
Henslowe va adquirir una propietat coneguda com The Little Rose, a Southwark, que tenia rosers i quasi segurament un bordell. El 1587, Henslowe i John Cholmley construïren The Rose, el tercer teatre permanent de Londres, i el primer de Bankside. Des del 1591 Henslowe fou soci dels homes del lord almirall després que la companyia se separés de James Burbage. Edward Alleyn, actor principal de la companyia, es casà amb la fillastra de Henslowe, Joan, el 1592, i treballaren com a socis.
Després de la construcció del Globe a Bankside, Henslowe traslladà els homes del lord almirall a la cantonada nord-oest de la ciutat, en un local que ell mateix havia finançat, el Teatre Fortune. També tenia interessos en el Teatre Newington Butts i en el Cigne. A més a més, participava del negoci dels espectacles de lluites entre animals al Paris Garden.

## Diari de Henslowe
El Diari de Henslowe és una valuosa font d'informació sobre la història teatral d'aquella època. És una col·lecció de memoràndum i notes que registren pagaments a escriptors, recaptacions i llistes de préstecs de diners. També és d'interès l'anotació de les compres de vestuaris cars i d'objectes per a la representació, com el drac per a l'obra de Christopher Marlowe La tràgica història del Doctor Faust, que proporcionen detalls sobre la forma de les representacions teatrals del teatre isabelí.
El Diari està escrit en el revers de les pàgines d'un llibre de comptes del seu cunyat Ralph Hogge, conservat pel seu germà John Henslowe per al període 1576-1581. Hogge produïa canons i bales de canó per a les armeries reials a la Torre de Londres. John actuava com el seu agent, i Philip sembla que va rebre prudentment el seu vell llibre de comptes.
L'obra comença amb les activitats teatrals de 1592. A continuació venen les anotacions, si fa no fa amb cura, fins al 1609. En els anys anteriors a la mort, sembla que Henslowe no va tenir afers teatrals tan directament. Després que morís els seus papers, i el Diari, es transferiren al Dulwich College, fundat per Alleyn.
Henslowe anotà pagaments a vint-i-set dramaturgs isabelins. Encarregà, comprà i produí obres de Christopher Marlowe, Thomas Middleton, Robert Greene, Henry Chettle, George Chapman, Thomas Dekker, Anthony Munday, Henry Porter, John Day, John Marston i Michael Drayton. El Diari mostra la varietat de col·laboracions entre escriptors en una època en què moltes obres eren coproduïdes. Demostra que Henslowe era un home curós en els negocis, que s'assegurava en forma de drets sobre les obres de l'autor. Si una obra tenia èxit, Henslowe n'encarregava una seqüela.
Tot d'obres amb títols shakesperians, com Hamlet, Enric VI, La feréstega domada i d'altres, apareixen al Diari.